# ノー・アザー・ランド 故郷は他にない
『ノー・アザー・ランド 故郷は他にない』（原題:No Other Land）は、ヨルダン川西岸地区に住むパレスチナ人に対するイスラエル軍やユダヤ人入植者による襲撃を描いたドキュメンタリー映画。マサーフェル・ヤッタ地区のアッラキーズ村において、パレスチナ側とイスラエル側の2人ずつを、2023年10月まで約4年かけて撮影した。パレスチナとノルウェーの合作として翌年映画化されてバーセル・アドラー、ハムダーン・バラール、ユヴァル・アブラハーム、ラヘル・ショールの監督デビューを飾り、家屋の破壊や強制立ち退きの危機に瀕し、村の存続が危ぶまれる現実に直面するパレスチナ人の翻弄と苦悩を追い、正義への道へのレジスタンス行為として製作された。
世界で絶賛され、第74回ベルリン国際映画祭のパノラマ部門に選出され、2024年2月16日にワールドプレミア上映され、最優秀ドキュメンタリー映画のパノラマ観客賞と、ベルリン国際映画祭ドキュメンタリー映画賞を受賞した。
またアメリカ合衆国の第97回アカデミー賞でアカデミー長編ドキュメンタリー映画賞を受賞した。

## 内容
若いパレスチナ人活動家のバーセル・アドラーは、被占領パレスチナ領域のヨルダン川西岸地区に位置するマサーフェル・ヤッタ地区の村々で、イスラエル軍によるパレスチナ人の強制移動に子供の頃から抵抗してきた。彼は、イスラエル兵が家屋を取り壊し住民を立ち退かせ、故郷が徐々に破壊されていく様子を記録している。彼は彼の闘いを助ける事になるイスラエル人ジャーナリストのユヴァルと親しくなる。二人は思いがけない絆で結ばれるが、その友情は生活環境の大きなギャップによって試練にさらされる。パレスチナ人であるバーセルは絶え間ない抑圧と暴力に直面しているのに対し、イスラエル人のユヴァルは自由と安全を享受しているのだった。

## 製作
ベルリン国際映画祭でのインタビューで、アドラーとアブラハームがこの映画についてバラエティ誌へ語った。
バーセル・アドラー監督は本作の発展について述べた。 同氏は、「イスラエル人のユヴァルとラケルは、5年前に物事を書くためにやって来ました -- ユヴァルはジャーナリストで -- 私たちは出会い、友人になりましたが、一緒にこの地域に関する記事に取り組む活動家同士でもありました。さらに彼は「そして、私たちはこれをやろう、この映画を作ろうというアイデアが浮かびました」と語った。
撮影について、アブラハームは次のように語った:
バーセルの家族や隣人たちは、20年以上に渡って撮影されたビデオの膨大なアーカイブを持っていました。そして、私たちは活動家として、ほぼ5年間、一緒に現地にいて、共に活動し、多くのことを撮影しました。この映画の撮影監督兼共同監督であるラケルがいて、私たちを撮影してくれました。ですから豊富な映像がありました。イスラエル軍はバーセルの自宅に２度侵入し、コンピューターやカメラを没収しました。 そのため、私たちは常に非常に、非常にストレスを感じていました。製作過程的に複雑で、かなりのストレスでしたが、最終的には私達はやり遂げました。

## 公開

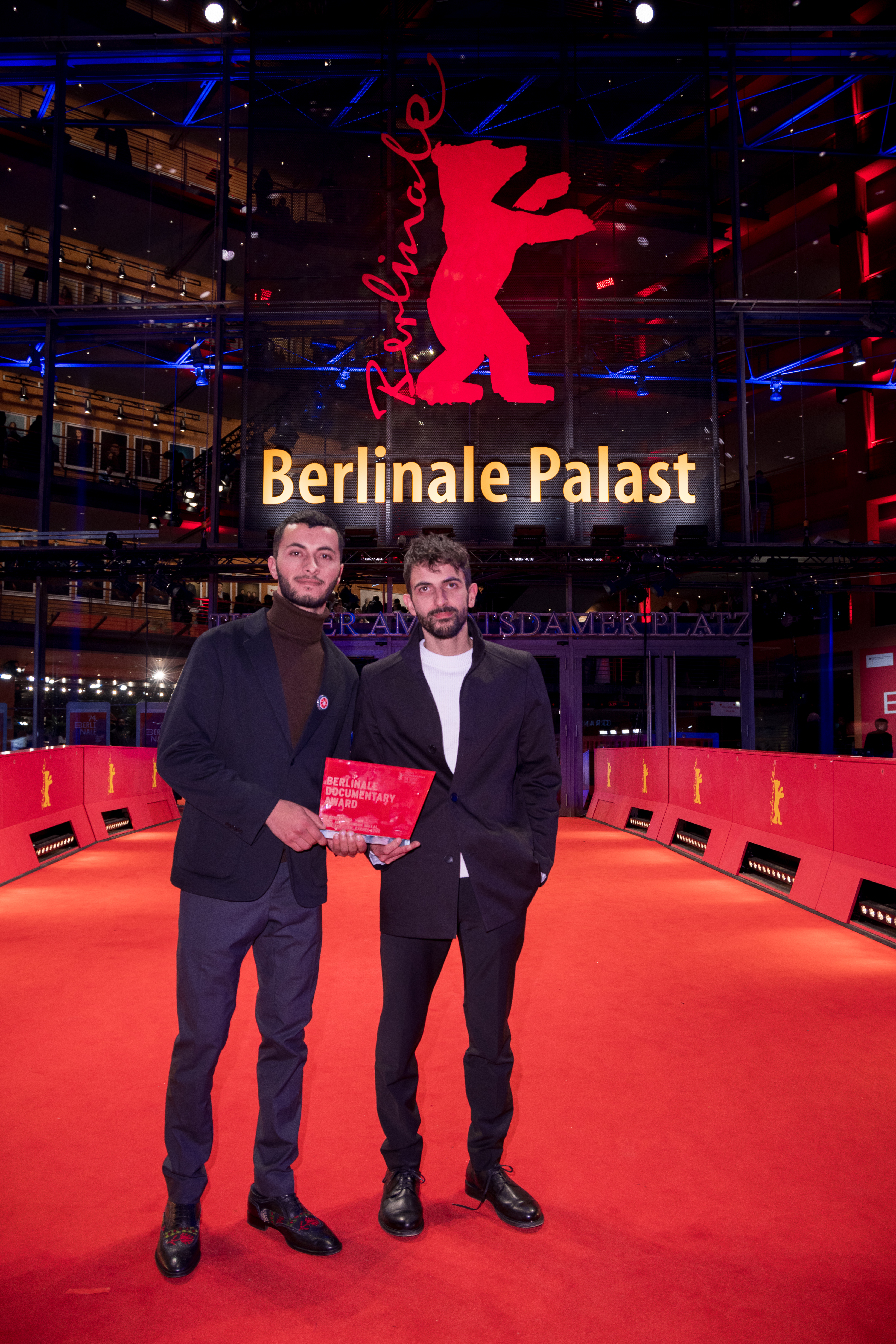
バーセル・アドラー(左)とユヴァル・アブラハーム(右)、ベルリン国際映画祭ドキュメンタリー映画賞にて

本作は、2024年2月16日に第74回ベルリン国際映画祭の一環としてパノラマ部門においてワールドプレミア上映された。
この作品は、2024年3月15日から24日に開催されたコペンハーゲン国際ドキュメンタリー映画祭にて、「緊急の問題」部門と「紛争」のテーマのもと国際プレミア上映され、観客賞を受賞した。
日本ではトランスフォーマーの配給により、2025年2月21日に公開された。

## 評価・反響
映画批評集積サイトのRotten Tomatoesのウェブサイトでは、6件のレビューに基づいて100%の支持率を得ている。Metacriticでは、5件のレビューに基づいて100点中91点の加重平均スコアを獲得し、「普遍的な称賛」を示している。
オリヴィア・ポップは、ベルリン国際映画祭でシネウロパのためにこの映画をレビューし、「『ノー・アザー・ランド』は、映像の機動性を実現したとき、最高の状態に達する。カメラは、切り離された傍観者としてではなく、暴力的なイスラエルの占領に対する活動家の尋問の延長として機能している」と評している。
このように高い評価を受けて国際世論の関心を高めたが、2023年からのパレスチナとイスラエル戦争で、イスラエルはガザ地区だけでなくヨルダン川西岸地区でもパレスチナ側への攻撃・抑圧を強化しており、現地住民は「アカデミー賞は村を守ってくれなかった」と嘆いている]。

## 受賞歴
| 賞                                       | 日付          | Category                                   | 候補者        | 結果 | 出典                |
| ---------------------------------------- | ------------- | ------------------------------------------ | ------------- | ---- | ------------------- |
| ベルリン国際映画祭                       | 2024年2月25日 | 最優秀ドキュメンタリー映画のパノラマ観客賞 | No Other Land | 受賞 | [ 10 ] [ 19 ]       |
| ベルリン国際映画祭                       | 2024年2月25日 | ベルリン国際映画祭ドキュメンタリー賞       | No Other Land | 受賞 | [ 20 ] [ 8 ] [ 21 ] |
| コペンハーゲン国際ドキュメンタリー映画祭 | 2024年3月22日 | 観客賞                                     | No Other Land | 受賞 | [ 13 ] [ 14 ]       |
| 第97回アカデミー賞                       | 2025年3月3日  | アカデミー長編ドキュメンタリー映画賞       | No Other Land | 受賞 |                     |